# Arctosa sandeshkhaliensis
Arctosa sandeshkhaliensis är en spindelart som beskrevs av Majumder 2004. Arctosa sandeshkhaliensis ingår i släktet Arctosa och familjen vargspindlar. Inga underarter finns listade i Catalogue of Life.